# Mont-la-Ville
Mont-la-Ville is een gemeente en plaats in het Zwitserse kanton Vaud en maakt sinds 1 januari 2008 deel uit van het district Morges. Voor 2008 maakte de gemeente deel uit van het toenmalige district Cossonay.
Mont-la-Ville telt 332 inwoners.